# ناحية هجين
ناحية هجين إحدى نواحي سوريا تتبع إداريًّا لمنطقة البوكمال في محافظة دير الزور ومركزها مدينة هجين، بلغ تعداد سكان الناحية 97,870 نسمة بحسب التعداد السكاني لعام 2004. تقع الناحية على الضفة اليسرى لنهر الفرات.

## بلدات وقرى ناحية هجين
أبو حمام، غرانيج، هجين، الكشكية، البحرة، أبو خاطر، أبو حسن، الكشمة، 